# 존 로우

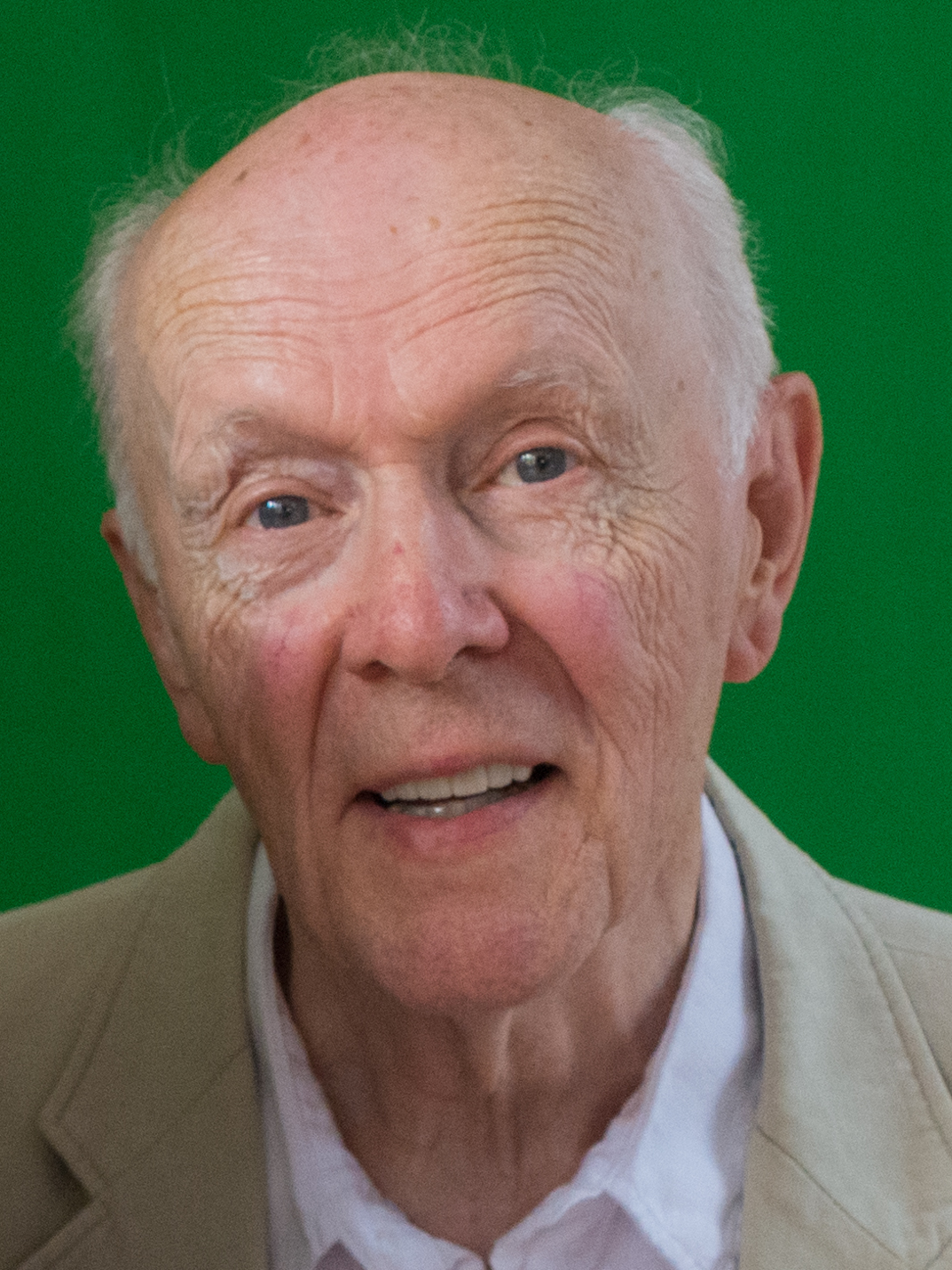

존 로(John Rowe, 1940년 1월 1일 ~ )는 영국의 배우이다.

## 출연 작품
- 더 로스트 프린스 (2003년)
- 하트 오브 미 (2002년)
- 라가안 (2001년)
- 루드 어웨이커닝 (1989년)
- 추억 여행 (1989년)
- 러브 포션 (1987년)
- 클락와이즈 (1986년)
- 스크린 투 (1985년)
- 맥베드(프랑스어판) (1983년)

### 텔레비전
- 더 빌 (1990-94)
- 닥터스 (2001-15)
- 런던 특수수사대 (2009-14)
- 미스터 셀프리지 (2015)
- 더 크라운 (2016)
- 베라 (2016)